# Interstellar
Interstellar is een Amerikaanse sciencefictionfilm uit 2014, geregisseerd door Christopher Nolan, met in de hoofdrollen Matthew McConaughey, Anne Hathaway en Jessica Chastain. Het verhaalt over een toekomst waarin de aarde nagenoeg onbewoonbaar is geworden door uitputting van de natuurlijke grondstoffen. Een groep astronauten moet daardoor noodgedwongen op zoek naar een bewoonbare planeet en die kans doet zich voor als er een wormgat wordt ontdekt in de buurt van Saturnus.
Het scenario werd geschreven door Christopher Nolan, samen met zijn broer Jonathan Nolan. Het verhaal werd gebaseerd op de ideeën van astrofysicus Kip Thorne, die tevens uitvoerend producent was. De film had een wereldwijde opbrengst van meer dan 677 miljoen Amerikaanse dollars en was daarmee de tiende succesvolste film van 2014. Interstellar werd genomineerd voor vier Oscars en won een Oscar voor beste visuele effecten.

## Verhaal
In de nabije toekomst is de aarde door de levensstijl van de twintigste eeuw zo vervuild, dat er bijna geen voedsel meer groeit. NASA bestaat niet meer, maar een groep overgebleven onderzoekers van NASA onder leiding van John Brand heeft een wormgat bij Saturnus ontdekt, waardoor ver verwijderde sterrenstelsels sneller bereikt kunnen worden. Tien jaar geleden zijn er twaalf astronauten door het wormgat gezonden om elk een andere exoplaneet te verkennen. Communicatie van daar naar de aarde is marginaal, maar van drie astronauten, Miller, Edmunds en Mann, is een signaal ontvangen dat hun planeet geschikt zou kunnen zijn voor mogelijk leven.
Astronaut Joseph Cooper gaat met Johns dochter Amelia en twee andere astronauten, Romilly en Doyle, met het ruimteschip Endurance op weg door het wormgat en bezoekt eerst de planeet van Miller. Doyle overlijdt door een gigantische golf; de planeet blijkt ongeschikt door die hoge vloedgolven die ontstaan door de hoge aantrekkingskracht van Gargantua, een zwart gat vlak bij de planeet. De planeet van Mann, waar ze eerst landen op bevroren wolken, blijkt ook ongeschikt. Mann heeft een vals positief bericht verzonden om gered te worden. Hij pleegt een moordaanslag op Cooper en probeert de Endurance te kapen, maar verongelukt daarbij. Cooper overleeft de aanslag.
Om toch nog tot de derde exoplaneet van Edmunds te geraken vliegen ze rond de as van Gargantua om zo door middel van een zwaartekrachtsslinger te ontsnappen aan de zwaartekracht. Cooper laat echter zijn sonde ontkoppelen om in het zwarte gat te vallen, terwijl Amelia met de beschadigde, maar nog wel bruikbare Endurance doorgaat naar de planeet van Edmunds. Cooper verongelukt bijna, maar wordt gered. Hij komt terecht in een tesseract en ontdekt zo dat hij kan communiceren met zijn dochter, Murphy. Doordat hij communiceert vanuit de toekomst, is de mensheid die op dat moment op de aarde leeft in staat om nieuwe technologieën toe te passen.
Door via morsecode de vergelijking van de singulariteit in het zwarte gat te communiceren naar Murphy, kan zij de wereld redden. Het probleem rond zwaartekracht kan ze oplossen en het gigantische ruimteschip dat werd gebouwd kan buiten de aantrekkingskracht van de aarde worden gestuwd. Cooper komt bij in een ziekenhuis in het ruimtestation, 'Cooper Station' genaamd, rond Saturnus (een soort O'Neill-cilinder) waarheen de mensheid zich heeft verplaatst, in afwachting van een doorreis naar een geschikte exoplaneet.
De tijddilatatie is steeds een punt van zorg voor Cooper, voor hem is er niet veel tijd gepasseerd terwijl op aarde zijn zoon Tom en schoonvader Donald al overleden zijn door ouderdom. Ze hebben veel tijd verloren op de planeet van Miller en tijdens het vliegen rond Gargantua (74 jaar in totaal). Omdat de zwaartekracht van Gargantua op Millers planeet zo hoog was, vertraagde hun tijd enorm zodat een uur bij hen overeenkwam met zeven jaar op aarde. Murphy blijkt bij Coopers terugkomst nog wel te leven, maar ze is inmiddels veel ouder dan hij en ligt op sterven. Intussen treft Amelia op de planeet van Edmunds voorbereidingen voor de overkomst van de mensheid. Cooper besluit om op advies van Murphy terug door het wormgat te reizen naar de planeet van Edmunds waarop Amelia aanwezig is.

## Rolverdeling
| Acteur              | Personage                |
| ------------------- | ------------------------ |
| Matthew McConaughey | Joseph Cooper            |
| Anne Hathaway       | Dr. Amelia Brand         |
| Jessica Chastain    | Murphy Cooper            |
| Mackenzie Foy       | Murphy Cooper (kind)     |
| Ellen Burstyn       | Murphy Cooper (bejaarde) |
| John Lithgow        | Donald                   |
| Michael Caine       | professor Brand          |
| David Gyasi         | Romilly                  |
| Wes Bentley         | Doyle                    |
| Casey Affleck       | Tom Cooper               |
| Timothée Chalamet   | Tom Cooper (kind)        |
| Matt Damon          | Mann                     |
| Bill Irwin          | TARS (stem en beweging)  |
| Bill Irwin          | CASE (beweging)          |
| Josh Stewart        | CASE (stem)              |
| Topher Grace        | Getty                    |
| Leah Cairns         | Lois                     |
| David Oyelowo       | schoolhoofd              |
| Collette Wolfe      | Ms. Hanley               |
| William Devane      | Williams                 |
| Elyes Gabel         | administrator            |

## Productie

### Crew
- Christopher Nolan – Regisseur, producent, scenarist
- Jonathan Nolan – Scenarist
- Emma Thomas – Producent
- Lynda Obst – Producent
- Hoyte van Hoytema – Cinematograaf
- Nathan Crowley – Productieontwerper
- Mary Zophres – Kostuumontwerper
- Lee Smith – Editor
- Hans Zimmer – Componist
- Paul Franklin – Supervisor speciale effecten
- Kip Thorne – Consultant, uitvoerend producent

### Ontwikkeling en financiering
Astrofysicus Kip Thorne en producent Lynda Obst kwamen met het idee om een film te maken die handelde over wormgaten en zwarte gaten aan het eind van de jaren '70 van de 20e eeuw. De twee werkten eerst samen aan de film Contact (1997) alvorens in 2006 een acht pagina's tellend scenario te schrijven waarin verschijnselen als wormgaten, zwarte gaten en tijddilatatie een grote rol spelen. In datzelfde jaar toonden Steven Spielberg en Paramount Pictures interesse in het project en werd het plan opgedaan om het te verfilmen. In maart 2007 werd Jonathan Nolan aangesteld om een volledig uitgewerkt scenario te schrijven.
Het project kwam in 2009 tot een tijdelijke stilstand omdat Spielberg zijn filmstudio DreamWorks van Paramount naar Walt Disney Studio Entertainment verhuisde, waar hij een langdurig contract mee afsloot. Jonathan Nolan adviseerde in 2012 om zijn broer Christopher bij het project te betrekken. In januari 2013 werd bekend dat Christopher Nolan in onderhandeling was met Paramount en Warner Bros. over het regisseren van Interstellar. Hij was van plan om zijn eigen script te combineren met het script dat al was geschreven door zijn broer Jonathan. Twee maanden later, in maart 2013, werd bekend dat Christopher Nolan was aangesteld als regisseur en dat het zou worden geproduceerd onder zijn eigen label Syncopy Films en Lynda Obst Productions.
De financiering en distributie van de film werd verzorgd door Warner Bros., Paramount en Legendary Entertainment. Oorspronkelijk zou alleen Paramount de film financieren, maar na de succesvolle The Dark Knight-trilogie van Nolan wilden de studio's allemaal een graantje meepikken van Interstellar. Om een aandeel in de film te verkrijgen moest Warner Bros. zijn financieringsrechten voor een toekomstige South Park-film afstaan en moest het een volgende film in de Friday the 13th-franchise cofinancieren met Paramount. Daarnaast werd er een overeenkomst gesloten dat Paramount bij een toekomstige film met hoog budget de cofinanciering toebedeeld zou krijgen. Een laatste deal werd gemaakt in augustus 2013 tussen Warner Bros. en Legendary Entertainment. Legendary Entertainment kreeg 25% van de financieringsrechten in Interstellar en moest in ruil daarvoor de financieringsrechten van Batman v Superman: Dawn of Justice afstaan. De kosten voor de film kwamen uit op 165 miljoen Amerikaanse dollars, 10 miljoen minder dan was gebudgetteerd.

### Schrijfproces en casting
Jonathan Nolan begon in 2007 met het schrijven van het scenario met Steven Spielberg als beoogd regisseur. Het conceptscenario kwam in 2008 gereed, waarna Jonathan Nolan nog drie jaar nodig had om het bij te schaven tot een gereed product. Het scenario bevatte op dat moment onder meer vijf zwarte gaten, zes wormgaten, een Chinese basis onder het oppervlak van een ijsplaneet en een 4000 jaar oud ruimteschip. Toen in 2012 zijn broer Christopher zich bij het project voegde, wijzigde hij deze verhaallijnen om het verhaal begrijpelijk te houden voor het grote publiek. De verhaallijn van het eerste uur waarin de aarde een tekort aan grondstoffen kent en wordt geteisterd door droogte en stofstormen bleef behouden. Jonathan Nolan haalde zijn inspiratie uit de Dust Bowl, een periode van droogte en stofstormen in de jaren '30 van de 20e eeuw in Amerika. De beide broers Nolan staan in de aftiteling gecrediteerd als scenarist.
Voor de casting van het mannelijke hoofdpersonage werd gezocht naar een "identificeerbaar persoon, iemand met wie het publiek het avontuur samen kan beleven." Nolan raakte gefascineerd door McConaughey na het zien van de film Mud (2012), waarin hij kwaliteiten zag die hij nog niet eerder van McConaughey had gezien. Anne Hathaway werd uitgenodigd bij Nolan thuis om het script te lezen. Begin 2013 werden beide acteurs gecast voor de hoofdrollen. De rol van Mann werd aangeboden bij Irrfan Khan maar de acteur moest wegens een volle agenda afwijzen. Matt Damon werd in augustus 2013 gecast voor de rol van Mann.

### Opnames
Interstellar werd gefilmd op 35mm in anamorf breedbeeld en op IMAX 70mm-formaat. De vaste cinematograaf van Christopher Nolan, Wally Pfister, was niet beschikbaar omdat hij werkte aan zijn eigen regiedebuut. In plaats daarvan nam de Nederlander Hoyte van Hoytema het camerawerk voor zijn rekening. Hij liet speciale handgrepen bevestigen aan de IMAX-camera's zodat hij met de hand kon filmen. Dit moest voor een lossere, minder documentaireachtige stijl zorgen. De film maakt nauwelijks gebruik van digitale animatie; er zit slechts een shot in waarin gebruikt wordt gemaakt van een greenscreen.
De eerste opnamedag van de film vond plaats op 6 augustus 2013 in Alberta, Canada. De meeste scènes die op Aarde plaatsvinden werden ook gefilmd in Alberta. De plaatsen die werden bezocht waren Fort Macleod, Lethbridge, Longview, Nanton en Okotoks. Omdat Nolan zo min mogelijk gebruik wilde maken van CGI gaf hij productieontwerper Nathan Crowley opdracht om een maisveld aan te leggen van 200 hectare. Het maisveld diende als decor voor een apocalyptische scène waarin een zandstorm alles zou vernietigen. Het filmen in Alberta duurde tot 9 september 2013.
De opnames gingen vervolgens verder in het zuidoosten van IJsland, waar de scènes voor de buitenaardse water- en ijsplaneet werden geschoten. Voor de opnames van de ijsplaneet werd gekozen om de gletsjer van Svínafellsjökull als decor te gebruiken. De scènes van de waterplaneet werden op het kleine eiland Máfabót gefilmd. Na twee weken filmen vertrok de crew naar Californië om daar verder te gaan met de opnames. In Californië werd onder meer gefilmd in Los Angeles in het Westin Bonaventure Hotel en in het Los Angeles Convention Center. Verder werd er gefilmd in Culver City en in Altadena. De scènes die zich afspelen op Edmunds planeet zijn gefilmd in de Lucerne Valley. In december 2013 werden de opnames afgerond.

Belangrijkste filmlocaties
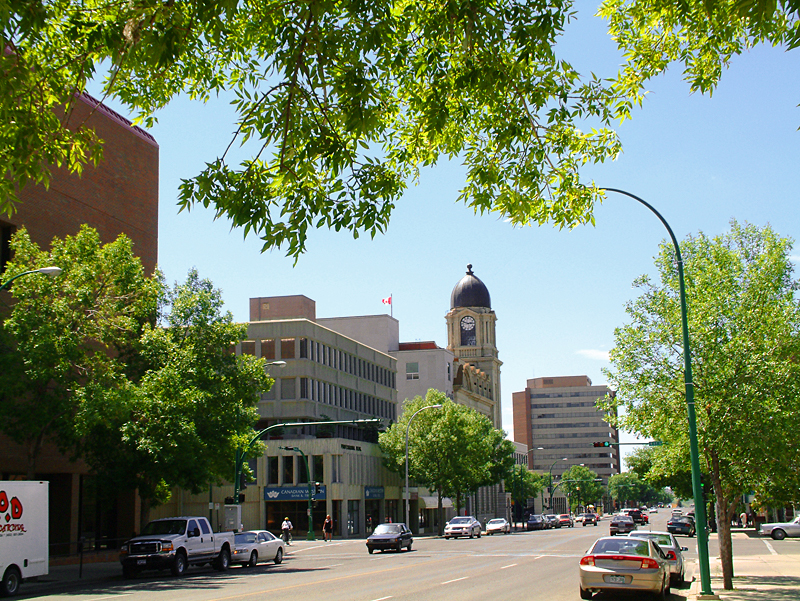
Lethbridge
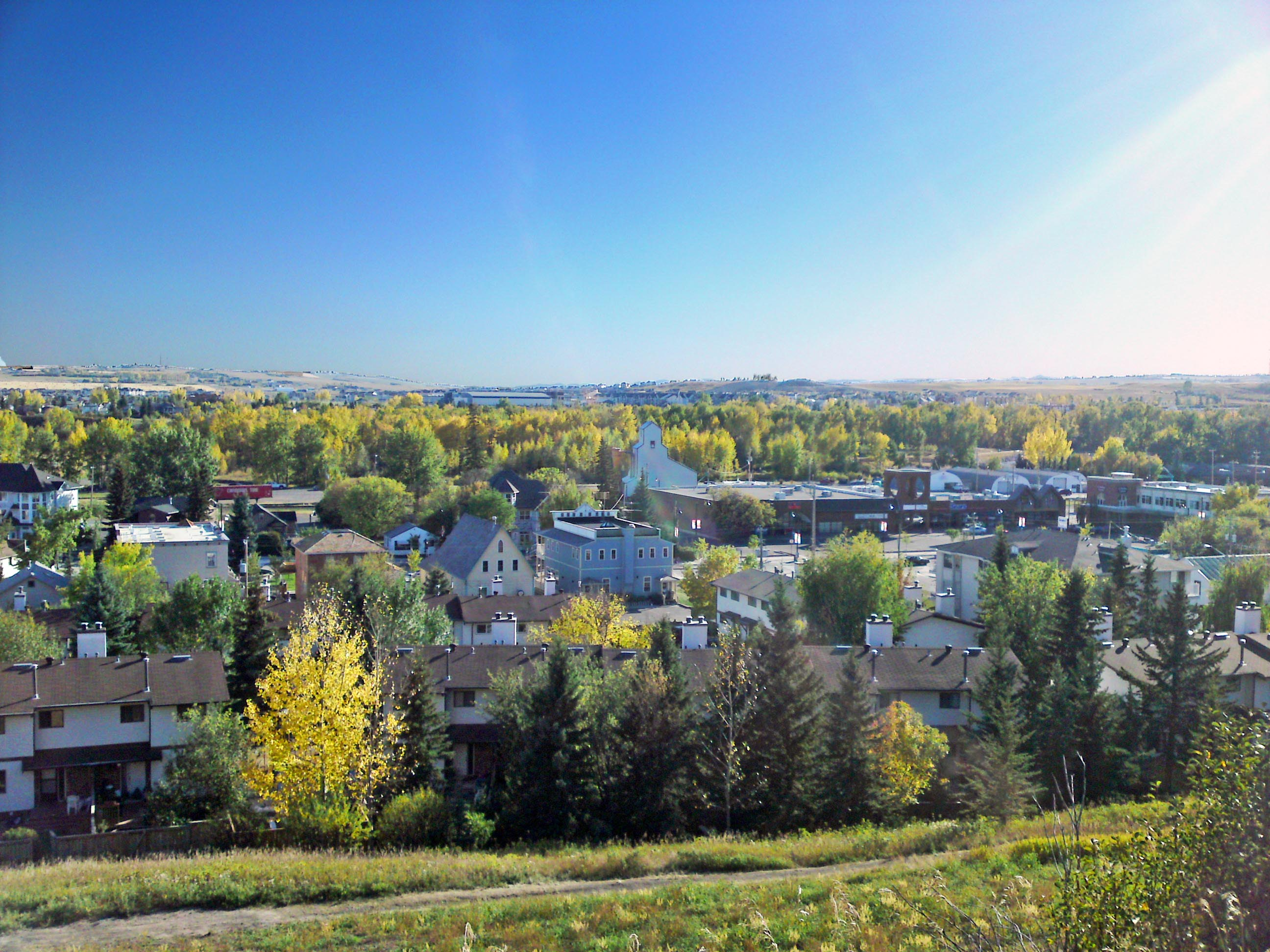
Okotoks
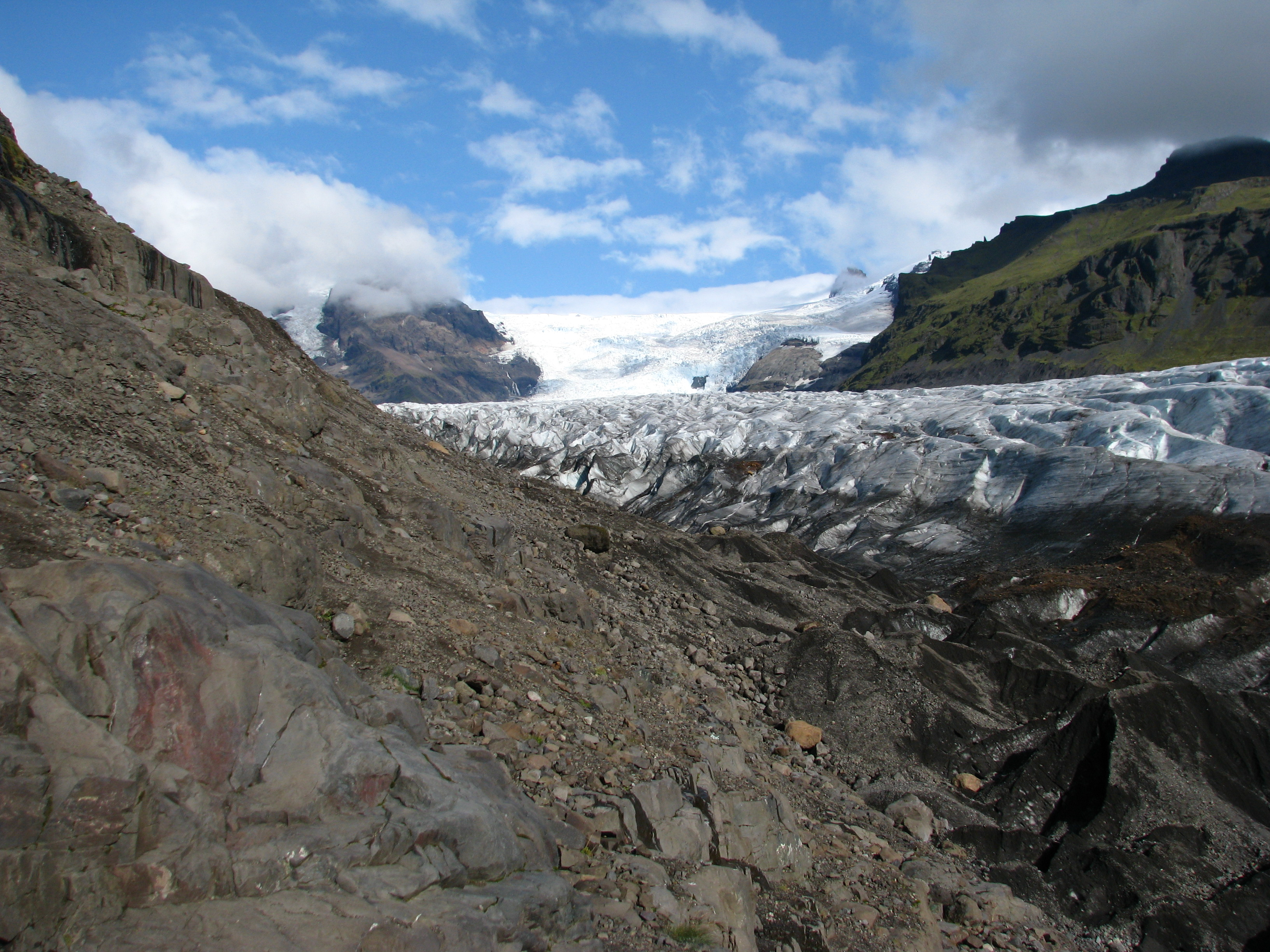
Svínafellsjökull
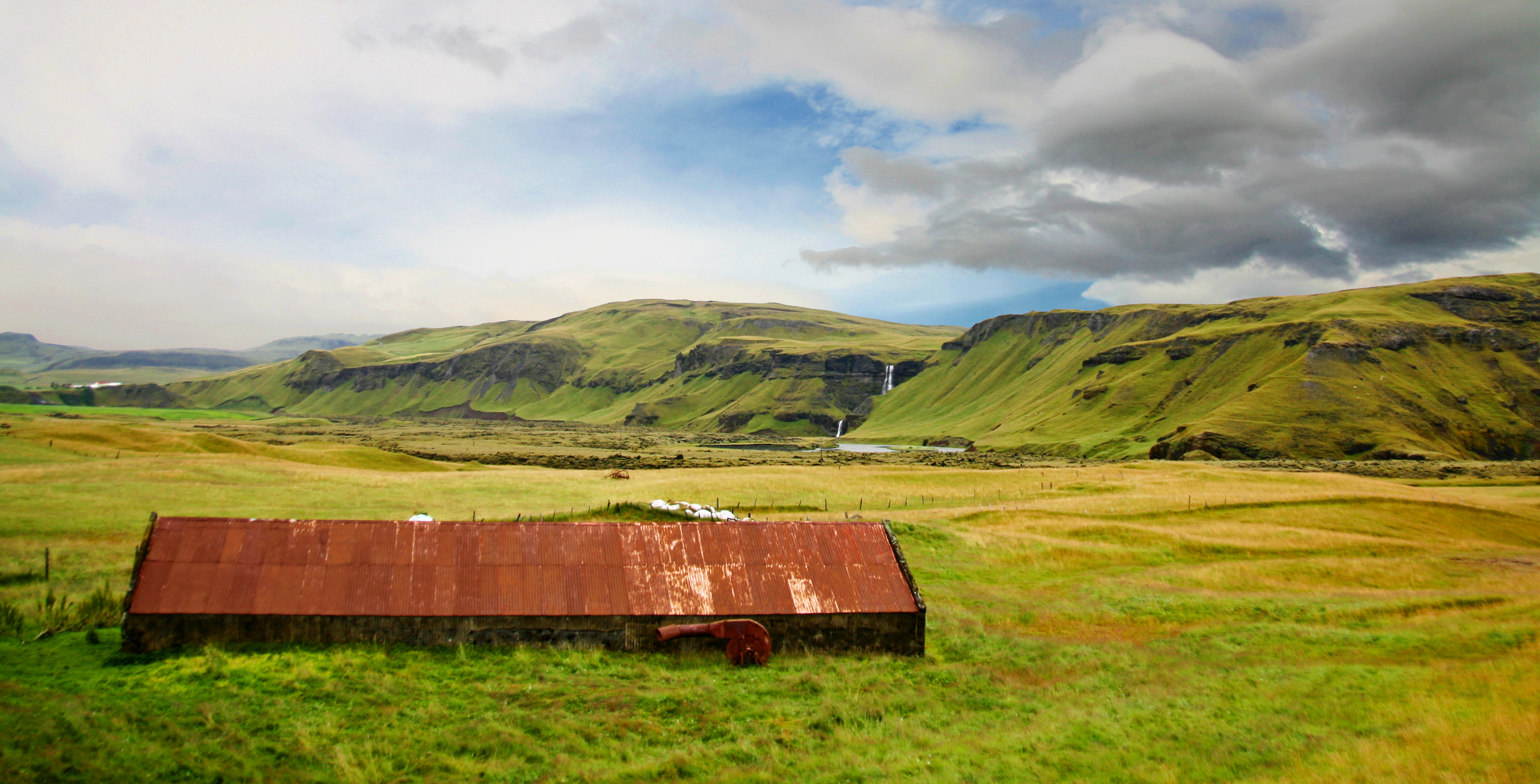
Klaustur, nabij Máfabót
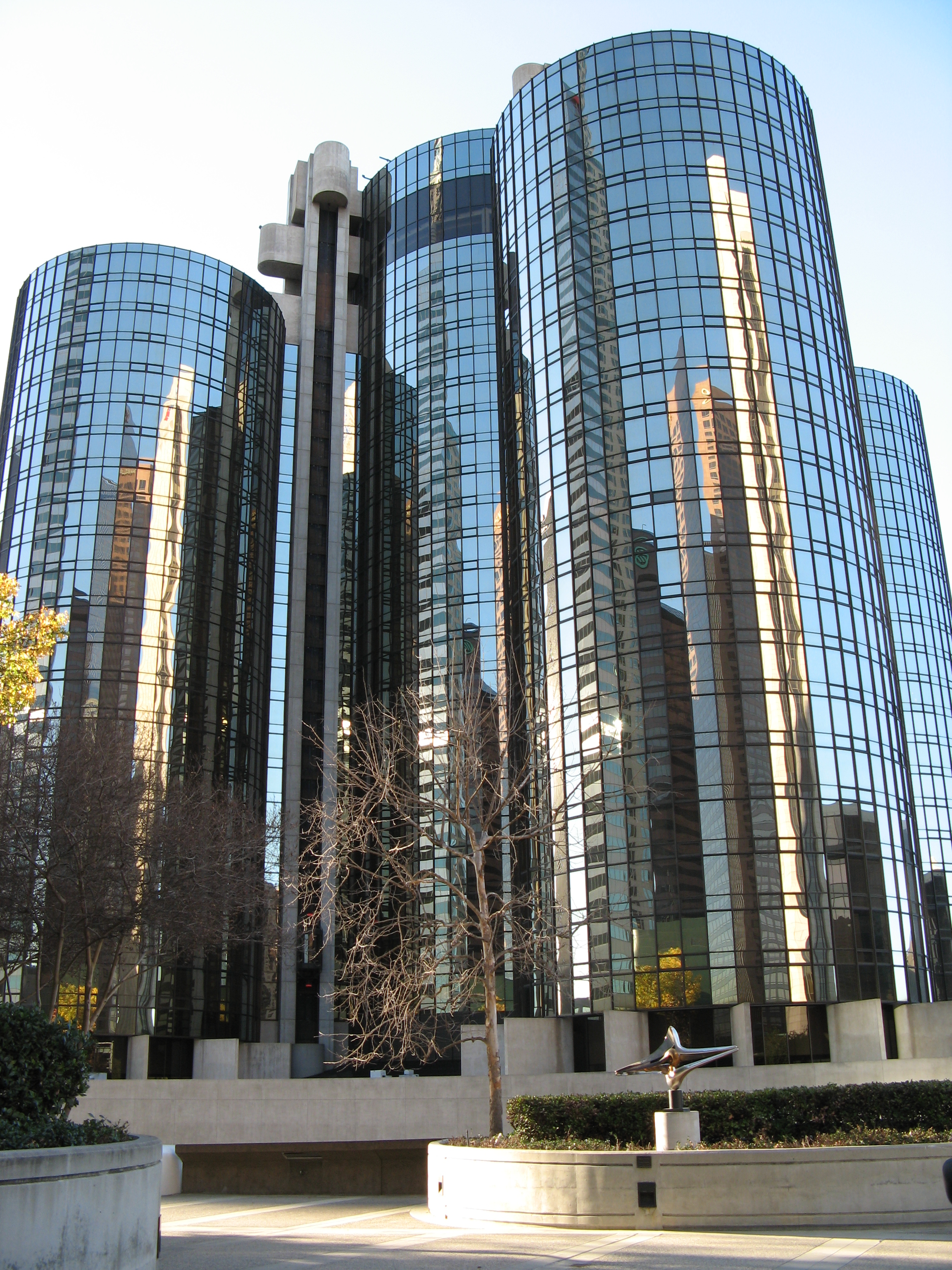
Westin Bonaventure Hotel

### Muziek
De muziek bij de film werd verzorgd door de Duitse filmcomponist Hans Zimmer, die eerder al met Nolan had samengewerkt aan de Batman-trilogie en Inception. Zimmer begon al in oktober 2012 aan de muziek te werken na een gesprek met de regisseur over de nieuw te maken film. Nolan gaf de componist geen scenario of details van de film, maar gaf daarentegen één A4'tje met daarop een verhaal van een vader die zijn kind lange tijd moest achterlaten voor werk. Zimmer componeerde vervolgens in een dag een demo die hij aan Nolan liet horen, waarop Nolan direct enthousiast was. Deze demo diende als het raamwerk voor de verdere soundtrack. In een proces van twee jaar schreef Zimmer aan de muziek in fases van de ontwikkeling van de film. Het merendeel van de definitieve opnames vonden plaats in 2014. De filmmuziek bestaat voornamelijk uit symfonische en elektronische muziek. Zimmer koos als belangrijkste instrument voor een pijporgel, dat bespeeld werd door de organist Roger Sayer. Het orkest bestond verder uit een muziekensemble van 34 strijkers, 24 houtblazers en 4 pianisten en stond onder leiding van Gavin Greenaway en Richard Harvey. Het 60-koppige gemengd koor werd uitgevoerd door de London Voices en stond onder leiding van Ben Parry en Terry Edwards.
De sounddesign en de mixing werden verzorgd door Gregg Landaker en Gary Rizzo onder begeleiding van Richard King. Christopher Nolan was nauw betrokken bij dit proces en noemde "geluid even belangrijk als beeld". Het geluid in de film werd dusdanig gemixt om maximaal gebruik te kunnen maken van het potentieel van de theaterapparatuur. Op deze manier kon het geluid bijdragen aan een "meeslepende ervaring" voor de bezoeker. Nolan liet de muziek en het omgevingsgeluid op sommige momenten opzettelijk de dialogen overstemmen waardoor sommige theaters zich genoodzaakt voelden om bezoekers te melden dat dit opzettelijk was en geen fout in hun apparatuur.

## Realisme

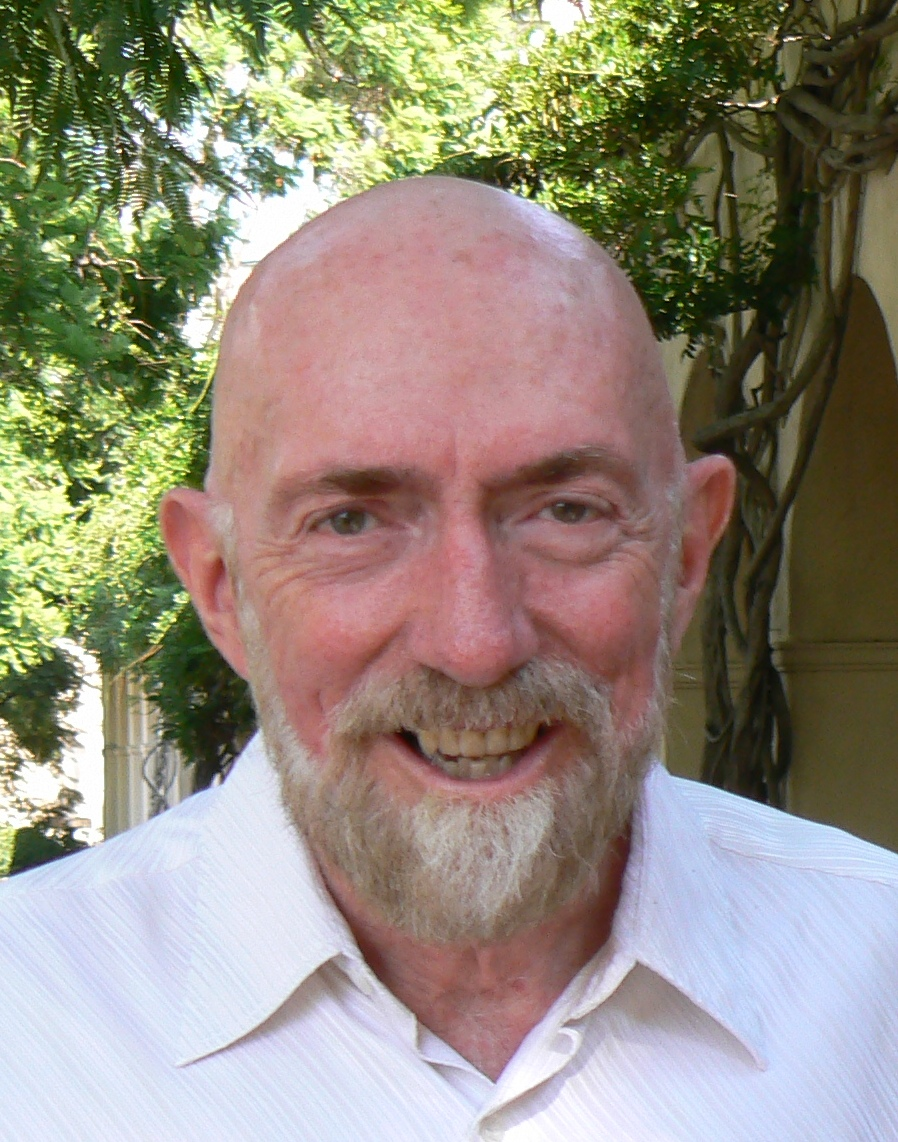
Kip Thorne deed dienst als uitvoerend producent en wetenschappelijk consultant.

Voor de productie van de film werd beroep gedaan op Nobelprijswinnaar en astrofysicus Kip Thorne. Thorne had twee voorwaarden voordat hij zijn medewerking aan de film zou verlenen. Ten eerste zouden bestaande natuurwetten in geen enkel geval geschonden mogen worden en ten tweede zouden alle speculatieve scènes voort moeten komen uit de wetenschap en niet uit de vruchtbare geest van een scenarioschrijver. Nolan ging hiermee akkoord zolang het niet in de weg zou komen te staan van het maken van de film. Op een bepaald moment tijdens het schrijfproces heeft Thorne twee weken in moeten praten op Nolan om te voorkomen dat een personage sneller dan het licht zou reizen. Volgens Thorne is de artistieke vrijheid het grootst in de scènes die zich afspelen op de ijsplaneet. De ijswolken die zich op deze planeet bevinden gaan in de woorden van de wetenschapper "verder dan wat de materiële sterkte van ijs zou kunnen ondersteunen."

## Ontvangst

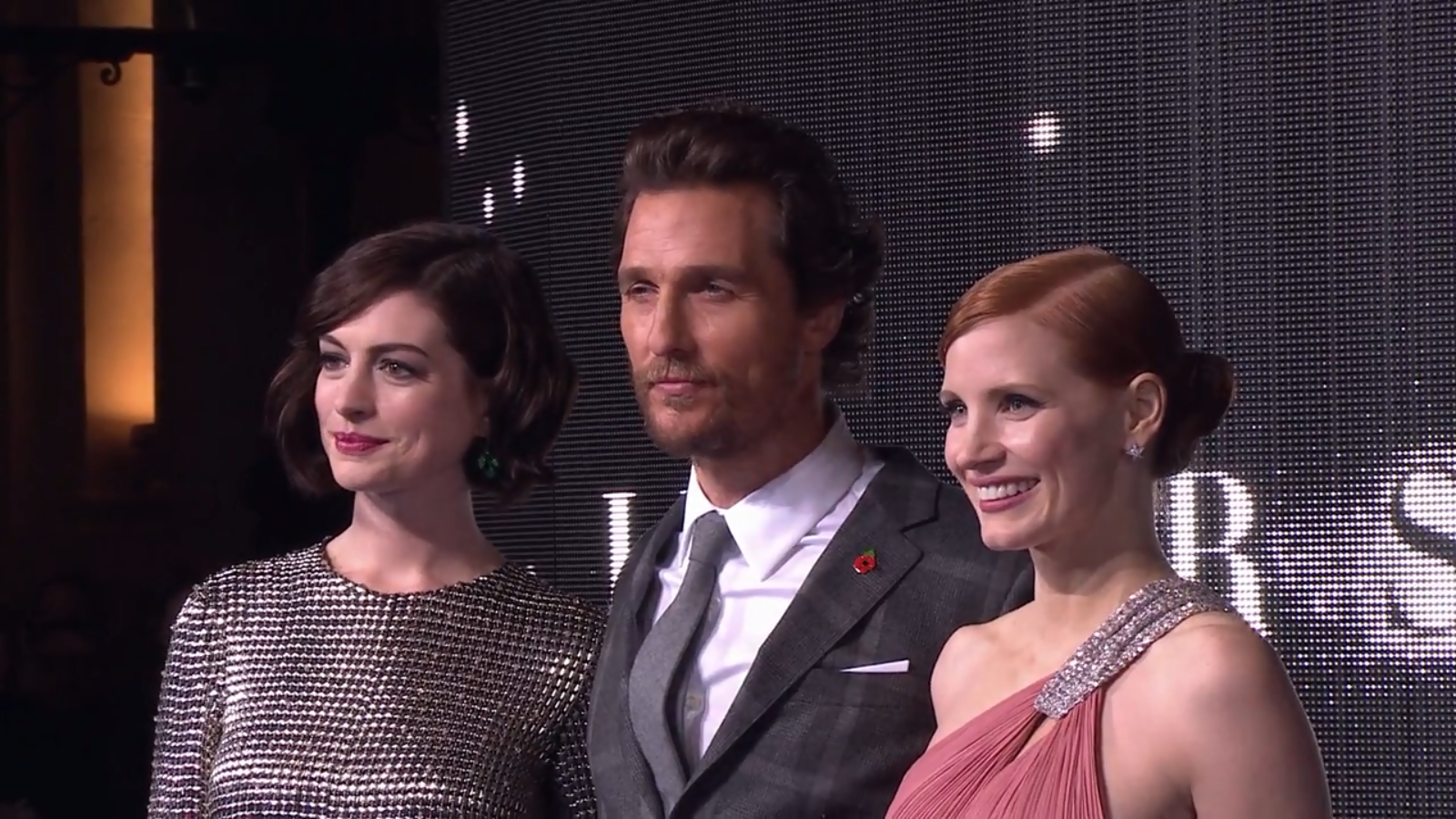
Anne Hathaway, Matthew McConaughey en Jessica Chastain op de première in Parijs op 31 oktober 2014.

Op 26 oktober 2014 ging Interstellar in het TCL Chinese Theatre in Hollywood in première. De Europese première vond plaats op 29 oktober in het Odeon Leicester Square in Londen. In België en Nederland ging de film respectievelijk op 5 november en 6 november in première.
Interstellar was de tiende meest populaire bioscoopfilm van 2014. De film bracht in totaal meer dan $677 miljoen op; $188 miljoen in de Verenigde Staten en Canada en $489 miljoen daarbuiten. Het vestigde een record voor beste openingsweekend in IMAX-bioscopen met een wereldwijde opbrengst van $20,5 miljoen, waarmee het vorige record van $17,1 miljoen van The Hunger Games: Catching Fire (2013) werd verbroken.

### Recensies
De reacties van de Nederlandstalige pers waren vrijwel allemaal positief; er werd vooral met bewondering geschreven over de wetenschap achter de film. Zo schreef de recensent van het Algemeen Dagblad: "Zijn film [lees: Nolans film] is een geniaal spel met tijd, ruimte, zwaartekracht, zwarte gaten. Een fascinerend, schitterend in beeld gebracht drama dat het grootst denkbare filmdoek verdient." De criticus van De Morgen vulde hierop aan: "Interstellar' is een zeer ambitieuze film. Letterlijk en figuurlijk, want Christopher Nolan heeft zijn magnum opus op film [..] gedraaid. Visueel indrukwekkend, intellectueel stimulerend, narratief meeslepend, emotioneel ontroerend." De recensent van De Volkskrant was eveneens te spreken over de film en noemde Interstellar "het voorlopige hoogtepunt in Nolan's oeuvre".
Een van de weinige negatieve recensies werd opgeschreven door de recensent van De Correspondent: "Christopher Nolans nieuwe megaproductie over astronauten die een nieuwe planeet moeten zoeken voor de bedreigde mensheid mag gebaseerd zijn op bestaande natuurkundige theorieën; [..] had het gevoel vooral veel pseudobabbel te horen. Dat leidt af."

### Prijzen en nominaties
Tijdens de Oscaruitreiking op 22 februari 2015 werd de film genomineerd voor vijf Oscars, waarvan er één werd uitgereikt. Het team achter de visuele effecten ontving een Oscar, nadat het twee weken eerder al een BAFTA Award had ontvangen uit handen van Stephen Hawking. Supervisor Paul J. Franklin bedankte in zijn speech onder meer Kip Thorne en "alle ontdekkers in de wetenschap die ons het universum laten zien in al zijn wonderbaarlijke en angstaanjagende schoonheid."
| jaar | prijs                      | categorie              | genomineerde(n)                                                | uitslag     |
| ---- | -------------------------- | ---------------------- | -------------------------------------------------------------- | ----------- |
| 2015 | Academy Award              | Beste visuele effecten | Paul J. Franklin, Andrew Lockley, Ian Hunter & Scott R. Fisher | Gewonnen    |
| 2015 | Academy Award              | Beste originele muziek | Hans Zimmer                                                    | Genomineerd |
| 2015 | Academy Award              | Beste geluid           | Gary A. Rizzo, Gregg Landaker & Mark Weingarten                | Genomineerd |
| 2015 | Academy Award              | Beste geluidseffecten  | Richard King                                                   | Genomineerd |
| 2015 | Academy Award              | Beste productieontwerp | Nathan Crowley & Gary Fettis                                   | Genomineerd |
| 2015 | Golden Globe               | Beste filmmuziek       | Hans Zimmer                                                    | Genomineerd |
| 2015 | British Academy Film Award | Beste visuele effecten | Paul J. Franklin, Andrew Lockley, Ian Hunter & Scott R. Fisher | Gewonnen    |
| 2015 | British Academy Film Award | Beste camerawerk       | Hoyte van Hoytema                                              | Genomineerd |
| 2015 | British Academy Film Award | Beste filmmuziek       | Hans Zimmer                                                    | Genomineerd |
| 2015 | British Academy Film Award | Beste productieontwerp | Nathan Crowley & Gary Fettis                                   | Genomineerd |
| 2015 | Satellite Award            | Beste camerawerk       | Hoyte van Hoytema                                              | Genomineerd |
| 2015 | Satellite Award            | Beste visuele effecten | Paul J. Franklin, Andrew Lockley, Ian Hunter & Scott R. Fisher | Genomineerd |
| 2015 | Satellite Award            | Beste filmmuziek       | Hans Zimmer                                                    | Genomineerd |